# Avoca (Wisconsin)
Avoca – wieś w Stanach Zjednoczonych, w stanie Wisconsin, w hrabstwie Iowa.